# Лаокоон (Ел Греко)
Лаокоон је уљана слика коју је између 1610. и 1614. године створио грчки сликар Ел Греко. Дио је збирке Националне галерије умјетности у Вашингтону.
Приказује грчку митолошку причу о смрти Лаокоона, тројанског свештеника Посејдона, и његова два сина Антифанта и Тимбреја. Лаокоон и његове синове задавиле су морске змије, што је казна коју су богови послали након што је Лаокоон покушао да упозори своје сународнике на тројанског коња. Једина Ел Грекова митолошка слика инспирисана је монументалном хеленистичком скулптуром Лаокоон и његови синови у Риму. Производ маниризма, умјетничког усмјерења које превладава у Италији 16. вијека у супротности са умјетничким идеалима ренесансе, Ел Греково сликарство свјесно напушта равнотежу и хармонију ренесансне умјетности својом снажном емотивном атмосфером и уврнутим фигурама које црпу инспирацију из Микеланђеловог вајарства касног периода, посебно из његове скулптуре Побједе. 
Слика је од 1934. до 1946. године била у власништву кнеза Павла Карађорђевића. У часопису Уметнички преглед, број 1., октобар 1937. под насловом „Ел Греко и његов Лаокоон”, слици је  посвећен један опширан чланак у редакцији критичара Тодора Манојловића. На репродукцији у часопису прије стране 1. може се приближно видјети како је слика изгледала док је била у власништву кнеза, будући да је репродукција једнобојна. Један од Лаокоонових синова крајње лијево, и фигура крајње десно, носе неку врсту драперије као гаће које прекривају њихове гениталије.  
За интерпретацију ове слике предложено је мноштво идеја, али није постигнуто коначно слагање. Показало се да је значење Ел Грековог Лаокоона неухватљиво, али слика се може одмах препознати као tour de force умјетничке вјештине. Чини се да је у Лаокоону Ел Греко покушао да докаже ваљаност својих чврстих увјерења да модерни умјетници могу надмашити своје античке претходнике и да су сликари били нарочито способни да осмисле визуелно убједљиве и емоционално узбудљиве слике. Ел Греко се удаљио више од било ког другог умјетника из шеснаестог вијека, од хеленистичке скулптуре овог субјекта. Одлике као што су храбро скраћење двије лежеће фигуре, љуљајућа поза фигуре на лијевој страни, осјећај правог мишићног напора (настао дијелом захваљујући руковању свјетлом и сјеном и живахним покретом потеза четкицом), приказ змијског језика покретом импаста и панорамски градски пејзаж искориштавају предности овог особеног градског пејзажа. Историчари се можда никада неће сложити око значења овог дјела, али сви могу да цијене његову драматичну снагу и оригиналност.